# Promachus fusiformis
Promachus fusiformis là một loài ruồi trong họ Asilidae. Promachus fusiformis được Walker miêu tả năm 1856. Loài này phân bố ở miền Ấn Độ - Mã Lai.